# Benganur, Bangarapet
Benganur là một làng thuộc tehsil Bangarapet, huyện Kolar, bang Karnataka, Ấn Độ.